# Ischyromene codii
Ischyromene codii är en kräftdjursart som först beskrevs av Giuseppe Nobili1906.  Ischyromene codii ingår i släktet Ischyromene och familjen klotkräftor. Inga underarter finns listade i Catalogue of Life.